# Leidos
Leidos, «Лейдос» — американская компания в сфере информационных технологий. На контракты с правительством США (Министерство обороны, Разведывательное сообщество, Министерство внутренней безопасности и др.) приходится 87 % выручки.
В числе крупнейших компаний США по размеру выручки в 2022 году (список Fortune 500) Leidos заняла 274-е место. В списке крупнейших публичных компаний мира Forbes Global 2000 за 2022 год Leidos заняла 1205-е место. По объёму продаж товаров и услуг военного назначения (на которые приходится 58 % выручки) компания в 2021 году занимала 19-е место в мире.

## История
Компания была основана в 1969 году ядерным физиком Робертом Бейстером (Dr. J. Robert Beyster) под названием Science Applications. Компания выполняла заказы на исследования в сферах обороны и энергетики. Особенностью компании было то, что её акции распределялись среди сотрудников (почти все они были высококвалифицированными специалистами), также сотрудники сами находили и выполняли заказы, менеджмент компании обеспечивал лишь общее руководство. К 1985 году выручка компании достигла 420 млн долларов, из них 65 % приходилось на проекты в области национальной безопасности, 15 % — на энергетику, 10 % — на программы в сфере охраны окружающей среды. Science Applications занималась проектированием атомных подлодок и электростанций, проводила исследования в областях искусственного интеллекта и захоронения токсичных отходов, разрабатывала сценарии военных операций, была одним из подрядчиков Стратегической оборонной инициативы (проекта «Звёздные войны»). К середине 1990-х годов оборот компании достиг 1,9 млрд долларов, а численность персонала — 17 тыс. человек.
В 2006 году Science Applications провела размещение своих акций на Нью-Йоркской фондовой бирже.
В 2012 году компания была оштрафована на 550 млн долларов за завышение расходов на модернизацию системы учёта рабочего времени для госслужащих Нью-Йорка. Этот проект под названием CityTime обошёлся налогоплательщикам в 700 млн долларов при первоначальной смете 63 млн. Глава проекта и его соучастник из городской администрации получили по 20 лет тюрьмы за мошенничество, взяточничество и отмывание денег.
В сентябре 2013 года Science Applications International Corporation была разделена на две компании: меньшая (с оборотом 4 млрд долларов) сохранила то же название, а большая (7 млрд) стала называться Leidos (от калейдоскоп).
В августе 2016 года произошло слияние с подразделением информационных систем корпорации Lockheed Martin; эта сделка более чем удвоила оборот Leidos. В начале 2020 года за 1,65 млрд долларов была куплена компания Dynetics.

## Собственники и руководство
Акции компании котируются на Нью-Йоркской фондовой бирже.
Роджер Кроун (Roger A. Krone) — председатель совета директоров и главный исполнительный директор с 2014 года. Ранее карьера проходила в компаниях Boeing, McDonnell Douglas и General Dynamics.

## Деятельность
Основные подразделения по состоянию на 2021 год:
- Оборона (Defense Solutions) — разработка и модернизация систем сбора и обработки информации, программного обеспечения, производство радаров и оружия (электроника и другие комплектующие для ракетных, лазерных и микроволновых систем), логистические услуги; обслуживает ведомства в сферах обороны, разведки, авиации и космонавтики; 58 % выручки.
- Гражданская инфраструктура (Civil) — разработка и модернизация элементов инфраструктуры для правительственных и коммерческих клиентов в США и других странах; включает системы управления воздушным движением, досмотра багажа и пассажиров, решения в сфере энергетики; 28 % выручки.
- Здравоохранение (Health) — информационное обеспечение работы медицинских учреждений Министерства обороны США; 19 % выручки.

На США приходится более 90 % выручки, из других стран существенно присутствие в Великобритании и Австралии.